# Лямца
Лямца — деревня Покровского сельского поселения Онежского района Архангельской области.

## География
Деревня Лямца расположена к западу от Пурнемы на Онежском полуострове, на берегу Онежского залива Белого моря, в устье реки Лямца. Часть Онежского берега, на котором расположена деревня, получило название Лямицкого берега.

## История
Освоение этих мест славянами и корелами началось в X—XII веках — большинство поселенцев прибыло сюда из новгородских земель. Вначале было заселено северо-восточное побережье Онежского полуострова, которое они назвали Летним берегом, ведь «Летний» означало «южный». Потом появились деревни и на Лямицком берегу.
Здесь сформировалась особая этнокультурная группа русских, называемая поморами.
Время основания Лямцы неизвестно. В копийных книгах Соловецкого монастыря она впервые упоминается в документах 1528 г.. В 1551 году это уже многодворное (22 двора) поселение.
На правом берегу р. Лямцы у самого впадения её в море расположен навигационный ориентир. Прежде ориентиром для рыбаков и моряков служила церковь, ныне утраченная. Первоначально, иждивением Соловецкого монастыря, в Лямце была построена часовня во имя пророка Божия Ильи. «Часовня величеством: стена по четыре сажени, а часовенской казны налицо есть 10 рублев, и святых икон местных и пятнишных и книг про обиход церковной есть со избытком». Время построения часовни неизвестно. В 1691 году по благословению архиепископа Холмогорского и Важского Афанасия (в миру — Алексей Артемьевич Любимов-Творогов) к часовне был пристроен алтарь и дан священник: «в том Лямецкое усолье к прежней Ильинской часовне прирубить алтарь круглый по угожеству и быть той часовне церковью <…> а крест на той церкви поставить четвероконечный по преданию святых апостол и отец по древнему обычаю, подобием таков, каков крест златой на Москве, на Соборной церкви Благовещенья Пресвятой Богородицы на большой главе, иже у великих Государей на сенях построен в древних летах благоверным Великим Князем». По неизвестной причине храм был освящен только 10 лет спустя в 1702 году. По причине повреждения святого престола вторично освящен в 1774 г. В 1850 г. по причине ветхости и недостаточной поместительности бывшей часовни, иждивением прихожан, храм был перестроен с приделом Святых угодников Соловецких. Перестроенный храм был освящен Варлаамом, епископом Архангельским и Холмогорским 16 января 1852 г., а придел 17 января освятил кафедрального архангельского собора протоиерей Иоанн Леваковский. Возведение церкви на высоком берегу и её использование в качестве дальнего ориентира характерно для поморских селений. Позже в выселке Среднинском у Котовой реки (30 верст к северу от Лямцы в сторону Пушлахты) была построена часовня во имя мучеников Кирика и Иулитты. В 1913 г. в приходе прихожан мужского пола 350, женского — 416. При храме действовало одноклассное приходское училище. В начале XX века Ильинская церковь была обшита досками и выкрашена в светло-зелёный цвет.
В 1922 году газета «Красная Онега» писала: «7 апреля 1922 г. на собрании коллектива верующих Лямецкой волости обсуждался вопрос об изъятии церковных ценностей в пользу голодающего Поволжья. Прихожане отнеслись к изъятию церковных ценностей весьма сочувственно. Без всякого давления волкомиссии было отчислено 3 фунта 64 золотника золота и серебра из общего количества 7 фунтов 25 золотника, то есть свыше 50 %. Во время оглашения списка ценностей раздавались возгласы: „надо отдать всё, серебро, золото заменить жестью“. Присутствующий на собрании слесарь заявил о своей готовности сделать богослужебные сосуды: „дайте только форму и мерку“ — говорил он, — „а за работой дело не станет“». В 1930 г. церковь была закрыта, иконостас вывезен, какое-то время в ней находился клуб, затем, в 1930-е годы, её разобрали на дрова. Спустя семьдесят лет следы фундамента церкви были ещё видны на земле рядом с ориентиром.
17 декабря 1940 года из Лямца вошла в состав вновь образованного Беломорского района. 30 сентября 1958 года Беломорский район был упразднён, а территория Лямецкого сельсовета вернулась в состав Онежского района.
Лямца — родина Героя Советского Союза Шестакова Архипа Андреевича.

## Население
| 1869 | 2002 | 2009 | 2010 | 2012 |
| ---- | ---- | ---- | ---- | ---- |
| 458  | ↘145 | ↘104 | ↗115 | ↘98  |

В 1869 году в Лямце проживало 223 мужчины и 235 женщин, в том числе государственных крестьян — 214, крестьянок — 226, отставных нижних чинов — 1, бессрочно отпускных военного ведомства — 3, солдатских жён — 2, солдатских сыновей — 3, солдатских дочерей — 1, лиц духовного звания — 2 мужчин и 6 женщин. Раскольников и иноверцев нет.
В 2009 году население Лямцы составляло 104 человека, из которых 30 пенсионеров.

## Достопримечательности

### Памятник-крест
Большой интерес представляет памятный крест, поставленный в честь отражения крестьянами села попытки высадки английского десанта 25 июня 1855 года во время Крымской войны. На оборотной стороне креста приведено описание этих событий.
Надпись на табличке под крестом в современной орфографии: «В память отражения неприятельского английского парохода-фрегата государственными крестьянами селения Лямцы в 25 день июня 1855».
Надпись на оборотной стороне креста: «Лета 7363 июня 25 дня неприятельский английский пароход, подойдя вечером в шесть часов к селению Лямцы, отправил на берег гребные суда с вооружёнными людьми. Крестьяне Лямца, руководимые рядовым Изырбаевым, открыли по приближающимся огонь из ружей и небольшой пушки, и тем принудили их возвратиться к пароходу. Вслед за тем с парохода начали стрелять ядрами, картечью, гранатами и ракетами и отправили гребные суда с десантом, но и сей высадки крестьяне селения Лямца не допустили и принудили возвратиться на пароход, который продолжал стрельбу во всю ночь, в шесть часов утра ушёл в море. При сих отражениях кроме крестьян принимали участие: архангельский мещанин Александр Лысков, местный священник Петр Лысков и дьячок Изюмов, из крестьян же наиболее отличился Совершаев. Несмотря на продолжительное бомбардирование, из защищавших ранены только дьячок Изюмов, и самое селение пострадало весьма мало. Бомбы, гранаты и ракеты большей частью не разрывались и их собрано крестьянами большое количество. Государь император пожаловал Совершаеву и Изюмову серебряные медали на георгиевской ленте с надписью „за храбрость“.».
Памятник обнесён оградой и сохраняется в хорошем состоянии благодаря постоянным подновлениям, хотя частая подкраска отчасти скрывает буквы.

### Другие
- Памятник «Воинам-землякам, павшим в годы Великой Отечественной войны 1941—1945».
- Мемориальная доска на доме, в котором родился Герой Советского Союза Архип Андреевич Шестаков (1924—1989).
- Участок лиственничного леса у деревни Лямца является памятником природы регионального значения. Площадь участка — 50 га[15].

## Палеонтология
- Местонахождение эдиакарской (вендской) биоты Лямца (образцы цианобактерий Beltanelliformis возрастом около 558 млн лет)[16][17].
- У дикинсонии (Dickinsonia costata), найденной в Лямце Ильёй Бобровским из Национального университета Австралии в Канберре, обнаружены органические вещества (стеран), которые присутствуют в организме многоклеточных существ, но отсутствуют в тканях растений, грибов и внутри различных простейших[18][19][20][21].